# Meekatharra Shire
Meekhatharra Shire är en kommun i regionen Mid West i Western Australia i Australien. Kommunen har en yta på 100 789 km², och en folkmängd på 1 377 enligt 2011 års folkräkning. Huvudort är Meekatharra.